# Iguanodon
Iguanodon var ett släkte av dinosaurier under krita. Släktet räknas till familjen iguanodonter som i sin tur tillhör en större grupp kallad ornithopoder och huvudordningen ornithischier (jmf saurichier). Samtliga arter i släktet Iguanodon var växtätare. 
Iguanodon namngavs redan år 1822 av läkaren och geologen Gideon Mantell. Iguanodon är därmed tillsammans med köttätaren Megalosaurus den dinosaurie som först blev namngiven, hela 20 år innan ordet dinosaurie skapades av engelsmannen sir Richard Owen. Iguanodon är numera en av de mest välkända dinosaurierna och man känner till ett stort antal arter inom släktet. Iguanodon levde under äldre kritaperioden för ca 140-120 miljoner år sedan, lämningar har hittats i Europa, Afrika, Asien och Nordamerika. Iguanodon och dess närmaste släktingar anses ha varit förfäder till hadrosauriderna (populärt kända som anknäbbsdinosaurier). Bland släktingarna kan nämnas Tenontosaurus och Quiranosaurus.
Det var 1820 eller 1821 som Gideon Mantells hustru, Mary Mantell, som följt sin make på ett sjukbesök, och medan hon väntade på honom letade efter fossil, påträffade vad som liknade fragmentet av en jättelik tand. Gideon Mantell förstod att tanden måste komma från en stor växtätare, som måste vara samtida med Megalosaurus. Mantell misstänkte att tanden kom från ödla, och påträffade snart fler tänder och kunde trots att han ännu saknade käkfynd visa att arten måste ha haft en tandväxlingscykel. Han hade visat fyndet för William Buckland som menat att det måste komma från ett sentida däggdjur eller fisk. Från Georges Cuvier erhöll han dock stöd i tanken att tänderna verkligen härrörde från en ödla. I december 1824 beslutade sig Mantell efter rådgörande med William Conybeare för att döpa ödlan till Iguanodon = Leguantand på grund av tändernas likheter med leguantänder. I januari 1825 publicerade han sina resultat. Han hade då tillskrivit arten flera av de övriga ben han påträffat. En underlig benspets, i själva verket placerad på artens tumme, tolkades av Mantell som ett horn som suttit i Iguanodons panna, sedan han upptäckt en art av leguan med ett sådant.
Iguanodon var den största medlemmen i familjen Iguanodontia och beräknas ha blivit ca 9 meter lång och vägt 4-5 ton - ungefär lika mycket som en asiatisk elefant. Som hadrosauriderna kunde den gå på både två och fyra ben. Liksom många andra växtätande dinosaurier var Iguanodon ett flockdjur. Förutom fotspår gjorde man till exempel 1878 ett enastående fynd i en belgisk gruva där hela 31 individer dött tillsammans. Nästan alla ornithopoder saknade horn eller andra aktiva sätt att försvara sig mot rovdinosaurier men Iguanodon är ett av få undantag. Dinosaurien hade stora piggar som "tumme" på frambenen. Dessa fungerade säkerligen utmärkt som försvarsvapen. Precis som hadrosauriderna hade den också god syn och mycket starka tänder som var väl anpassade för att beta de nya segare växter som blev vanliga under krita.

## Äldre rekonstruktioner
När fossilen av iguanodon hittades första gången, och man försökte identifiera dem, gjorde man flera misstolkningar. Först trodde man att benen och tänderna man hittat kom från gräsätande däggdjur. Men så kom man underfund med att det var en sorts reptiler, och en man vid namn Hawkins byggde en modell av hur man trodde att djuret sett ut. Modellen var ihålig, och forskare åt en måltid tillsammans inuti den. Fler modeller gjordes, och man ställde ut dem i Crystal Palace Park i London. Statyerna står kvar än i dag.